# John Cleveland
John Cleveland (Loughborough, 16 juin 1613-Londres, 29 avril 1658) est un poète britannique.

## Biographie
John Cleveland, plus célèbre en son temps que Milton, est connu pour avoir soutenu la cause de Charles Ier et pour avoir attaqué extrêmement violemment Olivier Cromwell.
Il fait ses études à la Hinckley Academy (en) et est admis à Christ's College dont il est diplômé en 1632.
Professeur de lecture et de rhétorique à St John's College dès 1634, sa vive opposition à Cromwell lui fait perdre son poste en 1645. Soutenant Charles Ier, il obtient de celui-ci un poste de juge-avocat à Newark qu'il perd en 1646.
Emprisonné à Yarmouth en 1655, il fait appel à Cromwell et obtient sa libération. Il vit alors à Londres jusqu'à sa mort.
Ses poèmes pour la plupart satiriques, publiés à Londres en 1656 le furent en France en 1687.